# Lysimelia aroa
Lysimelia aroa là một loài bướm đêm trong họ Erebidae.